# Бесстыковой путь
Бесстыковой путь (или бархатный путь) — это железнодорожный путь, в котором не используются стыки как средство компенсации температурных деформаций, за исключением концов такого пути (бесстыковой плети). Бесстыковые плети могут быть различной длины — от нескольких десятков метров до многих десятков километров. Если в звеньевом пути температурные колебания длины рельсов компенсируются в основном зазорами (стыками) между относительно короткими рельсами (обычно 25 метров), то в бесстыковом пути температурные колебания компенсируются механическими напряжениями: при высокой температуре рельсы сжаты вдоль, при низкой — растянуты. Температура, при которой рельсы не подвергаются действию продольных сил — нейтральная температура, или температура закрепления. Для обеспечения механической прочности и устойчивости такого пути требуются тяжёлые, массивные элементы верхнего строения пути (рельсы и шпалы, — обычно тяжёлые железобетонные, пружинные и клеммные крепления рельсов, прочно прижимающие рельс к шпале) и массивная конструкция балластной призмы из чистого щебня крупных фракций.
В России современный бесстыковой путь в основном представляет собой чередование участков пути, где уложены сваренные рельсовые плети длиной от 350 метров до длины блок-участка, с короткими участками звеньевого пути — уравнительными пролётами. Рельсы могут свариваться в плети длиной в перегон и достигать 30 и более километров, иногда такие плети свариваются со стрелками и станционными путями в единое целое.
Этот вид пути рассчитан на воздействие значительных (по сравнению со звеньевым путём) температурных напряжений, возникающих в рельсах при колебаниях температуры воздуха. Механические напряжения сжатия и растяжения, возникающие в рельсовых нитях, для рельсов Р65 при эксплуатации достигают значений 110 тонн-сил в каждой из нитей (максимально допустимые в кривых). Максимальная амплитуда температур рельсов (разница между максимальной летней и зимней температурами рельсов), при которой допустимо устройство бесстыкового пути, зависит от радиуса кривой. Так, для прямых максимальная амплитуда — не более 140 °C, для кривых радиуса 500 метров — не более 115 °C.
Рельсовые плети изготовляются из стандартных (25 м) рельсов сваркой на предприятиях (РСП — рельсосварочное предприятие) или непосредственно на месте укладки (рельсосварочный поезд). Хотя прокладка бесстыкового пути более затратна, чем звеньевого, он отличается высокими эксплуатационными качествами, обеспечивающими высокоскоростное движение поездов, комфортабельность проезда пассажиров и снижение расходов на содержание подвижного состава и пути. Отсутствие стыков исключает характерное в области стыков ударное разрушение рельсов, расстройство балласта и разрушение шпал.

## История
Впервые идею устройства железнодорожного пути без стыков высказал в России инженер И. Ф. Стецевич ещё в 1896 году. Он предложил укладывать путь с волнообразным в плане искривлением и за счёт изменения стрел этих искривлений периодически производить удлинение или укорочение плети, снижая величины продольных сжимающих или растягивающих сил.
В Германии первый бесстыковой путь был проложен в 1924 году, в США — в 1930 году.
В 1932 году на направлении Купянск — Валуйки были впервые в СССР уложены рельсы длиной 37,5 метра. В этом же году рельсовые плети длиной 215—225 метров были уложены на мостах через реку Ока у Серпухова и через реку Волга у Калязина. В это время начали укладывать на станционных путях сварные рельсы длиной 60—100 метров. В 1933 году на станции Подмосковной соорудили первый в СССР участок бесстыкового пути длиной 477 метров. В 1937 году на приёмо-отправочных путях станции Данилов были уложены рельсовые плети длиной от 300 до 800 метров.
Участок на станции Подмосковная стал экспериментальным полигоном изучения особенностей работы бесстыкового пути, базой накопления опыта для последующего практического применения в широких масштабах. Выполненные исследования позволили перейти от созданной в начале 1950-х годов инженером (а впоследствии доктором технических наук) М. С. Боченковым конструкции бесстыкового пути с саморазрядкой к пути с сезонными разрядками температурных напряжений, а затем и к температурно-напряжённой его конструкции без сезонных разрядок напряжений, ставшей основной. Температурно-напряжённый бесстыковой путь на деревянных шпалах был впервые уложен на бывшей Московско-Курско-Донбасской железной дороге в 1956 году, а в следующем году началась укладка бесстыкового пути на железобетонных шпалах. Вместо уравнительных приборов, устанавливавшихся по концам плетей, стали укладывать уравнительные рельсы. В условиях большой грузонапряжённости на Донецкой железной дороге в 1959 году был сооружён первый участок бесстыкового пути температурно-напряжённого типа.
К началу 1963 года на советских железных дорогах было уложено около 2,2 тыс. км бесстыкового пути и около 4,5 тыс. км длинных рельсов, а к началу 1966 года — около 5,5 тыс. км бесстыкового пути. В последующем темпы внедрения бесстыкового пути возрастали. Конструкция верхнего строения пути развивалась экстенсивными методами — укладывались более тяжёлые типы рельсов, щебеночный балласт, железобетонные шпалы. Увеличивалась допустимая длина рельсовых плетей до 800 м (1963 год); до 950 м (1982 год); до длины блок-участка. А на участках с тональными рельсовыми цепями или без них, но при сваривании рельсовых вставок с высокопрочными изолирующими стыками, имеющими сопротивление на разрыв не менее 2,5 МН, — до длины перегона (2000 год). К началу 2003 года бесстыковой путь был уложен на полигоне длиной более 50 тысяч километров, что составляет около 40 % протяженности главных путей российских железных дорог.
В метрополитенах, где температура пути меняется в достаточно узком диапазоне, широкое внедрение бесстыкового пути произошло в 1940-х годах. Киевский и более поздние метрополитены в СССР изначально проектировались с бесстыковым путём. Однако перед станцией и после неё присутствуют уравнительные участки со звеньевым путём.

## Конструкция
На железных дорогах Российской Федерации эксплуатируется температурно-напряжённая конструкция бесстыкового пути. Основное отличие работы бесстыкового пути от обычного звеньевого состоит в том, что в рельсовых плетях действуют значительные продольные усилия, вызываемые изменениями температуры. Дополнительное воздействие на бесстыковой путь оказывают силы, создаваемые при выправке, рихтовке, очистке щебня и других ремонтных путевых работах.

### Работа плети
Для того, чтобы понять, как работает бесстыковой путь, необходимо представить рельсовую плеть в свободном состоянии. Нагрев плети в свободном состоянии будет вызывать её равномерное удлинение, так как при нагревании тела расширяются. Остывание плети в свободном состоянии будет вызывать её равномерное укорочение, так как при охлаждении тела сжимаются. Это при отсутствии внешнего механического сопротивления; при укладке в путь и охлаждении или нагревании плеть стремится изменить свою длину, но ей мешают скрепления. Изменения длины плети происходят, но намного меньше, чем в свободном состоянии. В бесстыковом пути удлинения и укорочения плетей происходят только на концевых участках, эти концевые участки называют дышащими участками. Плети дышат за счёт зазоров в уравнительных пролётах.
Рассмотрим перемещение двух точек на плети. Первая точка находится на расстоянии 10 метров от конца плети. Вторая точка находится на расстоянии 100 метров от конца плети. Плеть нагревается солнечными лучами и стремится к удлинению. Удлинению первой точки препятствуют 20 скреплений на протяжении 10 метров, а удлинению второй точки препятствуют уже 200 скреплений на протяжении 100 метров. Сопротивление перемещению второй точки в 10 раз больше, чем первой, поэтому и величина перемещения в первой точке будет больше, чем во второй.
Таким образом, в работе бесстыкового пути, а точнее — в работе плети бесстыкового пути, перемещаются только концевые дышащие участки. Перемещения затухают в направлении от концов плети к середине и далее на большей части плети перемещения отсутствуют. Из-за того, что удлинения и укорочения плети в бесстыковом пути происходят не в полной мере, эти несостоявшиеся удлинения и укорочения выражаются в виде сил. Летом несостоявшееся удлинение плети может проявиться в виде выброса. Зимой несостоявшееся укорочение плети может проявиться в виде разрыва сварного стыка и раскрытия большого зазора.
Температура закрепления — это температура рельсовой плети в градусах Цельсия, при которой в плети отсутствует сила. Другими словами, если при температуре плети, равной температуре закрепления, ослабить плеть, то она не изменит своей длины. Температура закрепления плети — самая главная информация при содержании бесстыкового пути, потому что температура закрепления влияет на величину сил в плети. Чем больше разница текущей температуры плети и температуры закрепления плети, тем больше растягивающие или сжимающие силы. Для каждой местности существует своя оптимальная температура закрепления плети, в России эти температуры определены для каждой из дорог ОАО «РЖД».

### План и профиль
Бесстыковой путь на щебёночном и асбестовом балласте должен укладываться в прямых участках и в кривых радиусом не менее 250 м. На станционных путях при использовании гравийного или песчано-гравийного балласта разрешается укладка бесстыкового пути в кривых радиусом не менее 600 м, также может быть уложен на мостах на деревянном брусе. Крутизна уклонов на участках бесстыкового пути, как правило, не ограничивается. Сопряжение элементов плана и профиля должно удовлетворять нормам и техническим условиям для звеньевого пути.

### Земляное полотно и балластный слой
Земляное полотно должно быть прочным и устойчивым и иметь достаточные размеры для размещения балластной призмы. Для этого на стадии проектирования бесстыкового пути оно должно быть обследовано в соответствии с Инструкцией по содержанию земляного полотна железнодорожного пути. Не допускаются пучины высотой более 10 мм, просадки пути, сплывы и оползания откосов насыпей и другие деформации земляного полотна. Они должны быть устранены в соответствии с Техническими условиями на работы по ремонту и планово-предупредительной выправке пути до укладки бесстыкового пути.
На участках бесстыкового пути внеклассных и 1—4-го классов балласт должен быть щебеночный (новый или очищенный — основной вариант). На путях 3—5-го классов допускается асбестовый балласт. Щебень должен быть фракций 25—60 мм, только твёрдых пород с прочностью И20 и У75 по ГОСТ 7392-85 «Щебень из природного камня для балластного слоя железнодорожного пути». Асбестовый балласт должен соответствовать Техническим условиям «Смесь песчано-щебёночная из отсевов дробления серпентинитов для балластного слоя железнодорожного пути». На путях 4—5-го классов может применяться щебень прочностью И40 и У50, гравийный или гравийно-песчаный балласт, на путях 5-го класса — балласт всех видов, применяемых на железнодорожных путях. Применение асбестового балласта на участках скоростного движения пассажирских поездов не допускается.
Ширина плеча балластной призмы на участках бесстыкового пути должна быть: на путях внеклассных, 1-го и 2-го классов — 45 см, 3—5-го классов — 40 см; крутизна откосов балластной призмы при всех видах балласта должна быть 1:1,5. Поверхность балластной призмы должна быть в одном уровне с поверхностью средней части железобетонных шпал.

### Шпалы и рельсы
В бесстыковом пути должны применяться железобетонные шпалы преимущественно брускового типа с конструкцией крепления закладных болтов, предотвращающей проворачивание их при закреплении. Допускается применение железобетонных шпал с дюбельными и анкерными прикрепителями в соответствии с нормативной документацией, утверждённой Департаментом пути и сооружений (ЦП).
Эпюры шпал на путях линий 1—4-го классов должны быть: в прямых участках и в кривых радиусом более 1200 м — 1840 шт./км, радиусом 1200 м и менее, а также на затяжных спусках круче 12 ‰ — 2000 шт./км; на путях 5-го класса: в прямых и кривых радиусом более 650 м — 1440 шт./км, радиусом 650 м и менее — 1600 шт./км.
При укладке бесстыкового пути на мостах с железобетонными плитами БМП в соответствии с Инструкцией по применению и проектированию безбалластного мостового полотна на железобетонных плитах на металлических пролётных строениях железнодорожных мостов, эти конструкции стыкуются непосредственно с подрельсовым основанием из железобетонных шпал. Специальные железобетонные шпалы для мостов изготавливаются и укладываются согласно Указаниям по конструкции и устройству охранных приспособлений на мостах с ездой на балласте с устройством пути на железобетонных шпалах.
Рельсовые плети для бесстыкового пути внеклассных линий и линий 1-го и 2-го классов должны свариваться электроконтактным способом из новых термоупрочненных рельсов типа Р65 1-й группы 1-го класса длиной 25 м без болтовых отверстий. Сварка плетей из новых рельсов длиной менее 25 м допускается по разрешению ЦП.
Для наружных рельсовых нитей кривых радиусом менее 500 м, где наблюдается интенсивный боковой износ головки рельса, должны применяться плети, сваренные преимущественно из рельсов повышенной износостойкости Р65К (заэвтектоидных). При принятии мер по снижению интенсивности бокового износа головки рельса разрешается применять плети, сваренные из термоупрочненных рельсов.
Для линий 3-го класса плети могут быть сварены из старогодных рельсов Р65, прошедших комплексный ремонт в стационарных рельсосварочных предприятиях или отремонтированных в пути с профильной обработкой головки рельсошлифовальными поездами и отвечающих Техническим условиям на рельсы железнодорожные старогодные отремонтированные сварные, для линий 4-го и 5-го классов — из старогодных, в том числе перекладываемых без ремонта.
На мостах длиной более 25 м и в тоннелях применение старогодных рельсов в бесстыковом пути не допускается.
Новые рельсы, свариваемые в условиях рельсосварочных предприятий (РСП) в одну плеть, должны быть одного типа, одного сорта, одинакового термического упрочнения, одного производителя (металлургического комбината), одной марки стали и соответствовать требованиям Технических условий на рельсы железнодорожные новые сварные. В виде исключения разрешается сварка коротких плетей из рельсов различных металлургических комбинатов.
Болтовые отверстия на концах рельсовых плетей и рельсов уравнительных пролётов по размерам и расположению должны соответствовать требованиям ГОСТ 8161-75 «Конструкция и размеры рельсов». Отверстий должно быть три на каждом конце плети или уравнительного рельса. На торцах этих рельсов по нижней и верхней кромке головки делается фаска размером 2 мм под углом 45 градусов.
Рельсы в плети длиной до 800 м свариваются в РСП. Сваривание этих плетей между собой для создания плетей длиной, установленной проектом, осуществляется в пути путевой рельсосварочной машиной (ПРСМ). Стыки, свариваемые ПРСМ из рельсов с повышенным содержанием хрома (более 0,4 %), должны после сварки пройти термическую обработку специальной передвижной установкой.
Длина вновь укладываемых сварных плетей в пути устанавливается проектом в зависимости от местных условий (от расположения стрелочных переводов, мостов, тоннелей, кривых радиусом менее 350 м и т. д.) и должна быть, как правило, равной длине блок-участка, но не менее 400 м. На участках с тональными рельсовыми цепями, не требующими изолирующих стыков, или без тональных рельсовых цепей при сваривании рельсовых вставок с высокопрочными изолирующими стыками с сопротивлением разрыву не менее 2,5 МН (рис. 2.3) допускается укладка плетей длиной до перегона.
На участках c S-образными и одиночными кривыми радиусами менее 500 м, где наблюдается интенсивный боковой износ головки рельсов, с разрешения начальника службы пути могут укладываться короткие плети длиной не менее 350 м.
Более короткие плети, но не менее 100 м, могут укладываться на станциях между стрелочными переводами. При этом концы их должны быть отделены от стрелочных переводов двумя парами уравнительных рельсов длиной по 12,5 м, а концы плетей и уравнительных рельсов стянуты высокопрочными стыковыми болтами в соответствии с п. 2.6.4. При отсутствии высокопрочных стыковых болтов длины плетей должны быть не менее 150 м.
Плети, укладываемые в кривых, должны иметь разную длину по наружной и внутренней нитям с тем, чтобы их концы размещались по наугольнику. Не допускается забег концов плетей в стыках более 8 см.
Между рельсовыми плетями, независимо от их длины, при отсутствии изолирующих стыков должны быть уложены две или три пары уравнительных рельсов длиной 12,5 м. На Калининградской, Юго-Восточной, Северо-Кавказской, Приволжской железных дорогах должны укладываться по две пары, а на остальных дорогах, в том числе и на дорогах Сибири — по три пары уравнительных рельсов длиной 12,5 м. При устройстве в уравнительном пролёте сборных изолирующих стыков, в том числе со стеклопластиковыми накладками, укладываются четыре пары уравнительных рельсов с расположением изолирующих стыков в середине уравнительных пролётов или три пары рельсов с размещением в середине второй пары рельсов изолирующих стыков, обеспечивающих сопротивление разрыву не менее 1,5 МН. В случае примыкания бесстыкового пути к звеньевому или к стрелочным переводам, не ввариваемым в плети, на примыкании должны быть уложены две пары уравнительных рельсов длиной по 12,5 м.
На участках, не оборудованных тональной автоблокировкой, плети длиной до перегона соединяются с помощью рельсовой вставки с высокопрочным изолирующим стыком, которая сваривается с концами рельсовых плетей.

### Искусственные сооружения
До укладки бесстыкового пути на мостах мост должен быть обследован. Не разрешается до устранения дефектов укладывать бесстыковой путь на мостах: с опорами, подверженными осадкам, сдвигу и другим деформациям; имеющим пустоты в теле; с опорными частями, закрепление которых не соответствует требованиям СНиП 2.05.03-84 «Мосты и трубы»; с железобетонными плитами безбалластного мостового полотна (БМП), имеющими разрушенный прокладной слой; со старогодными деревянными мостовыми брусьями и дефектными металлическими поперечинами, а также на мостах с ездой на балласте, в пределах которых нижняя постель шпалы выше верха борта балластного корыта.
Бесстыковой путь укладывается на мостах с ездой на балласте и на мостах с безбалластным мостовым полотном. На железобетонных мостах с ездой на балласте с балочными пролётными строениями длиной до 33,6 м и арочными бесстыковой путь укладывается без ограничения суммарных длин пролётных строений. В качестве скреплений на мостах с ездой на балласте с железобетонными балочными и арочными пролётными строениями применяются подкладочные скрепления с упругими, а при их отсутствии — с жесткими клеммами. На мостах с ездой на балласте и подходах к ним (в пределах челноков) применяются специальные мостовые железобетонные шпалы с отверстиями для крепления контруголков, уложенные по эпюре 2000 шт./км. Контруголки укладывают на мостах, имеющих полную длину более 50 м. На путепроводах контруголки укладывают при полной длине путепровода более 25 м. Контруголки должны иметь сечение 160´160´16 мм.
В качестве балласта на мостах и подходах применяется щебень из твёрдых пород с прочностью И20 и У75. Находящийся в эксплуатации асбестовый балласт при плановом капитальном ремонте пути должен быть заменен на щебеночный. Ширина плеча балластной призмы на мостах должна быть, как правило, не менее 25 см. Ширина плеча может быть уменьшена, если подошва шпалы на мосту расположена ниже верха бортов балластного корыта не менее чем на 10 см. Толщина балластного слоя под шпалой в подрельсовой зоне должна быть, как правило, не менее 25 см. Меньшая толщина балласта допускается по согласованию с ЦП на путях 4—5-го классов, но во всех случаях она должна быть не менее 15 см.
На безбалластных мостах с деревянными мостовыми брусьями, металлическими поперечинами и железобетонными плитами БМП бесстыковой путь укладывается: на однопролётных — при длине пролётных строений до 55 м и многопролётных — при суммарной длине пролётных строений до 66 м с соблюдением следующих условий:
- на мостах с суммарной длиной пролётных строений до 33 м рельсовые плети должны прикрепляться к мостовым брусьям скреплениями КД-65, к металлическим поперечинам и железобетонным плитам БМП — скреплениями КБ-65 с подрезанными лапками, то есть без защемления подошвы рельса;
- на мостах с суммарной длиной пролётных строений 33 м и более рельсовые плети прикрепляют к мостовым брусьям, металлическим поперечинам, железобетонным плитам БМП у неподвижных опорных частей каждого пролётного строения на участках длиной 0,25l[уточнить] м  — клеммными скреплениями с защемлением подошвы, то есть с нормативным затягиванием гаек клеммных болтов, а на остальном протяжении пролётных строений — так же, как на мостах с суммарной длиной до 33 м, то есть без защемления подошвы;
- на мостах с деревянными мостовыми брусьями, в пределах участков закрепления рельсовых плетей, мостовые брусья прикрепляют горизонтальными болтами к уголкам-коротышам, установленным у каждого третьего бруса;
- на мостах с железобетонными плитами БМП по всей длине пролётных строений следует укладывать подрельсовые резиновые или резинокордовые прокладки. На участках пролётных строений с железобетонными плитами БМП, где плети крепятся без защемления подошвы рельса, на каждой подрельсовой опоре должны укладываться металлические П-образные пластины для снижения коэффициента трения между подошвой рельса и основанием.

Концы рельсовых плетей, перекрывающих мосты, должны находиться за их пределами на расстоянии не менее 100 м от шкафной стенки устоя при длине моста 33 м и более и 50 м при длине моста до 33 м.
На всех безбалластных мостах с деревянными и металлическими поперечинами должны быть установлены противоугонные уголки и контруголки.
На мостах с железобетонными плитами БМП устанавливаются контруголки.
На металлических многопролётных мостах при суммарной длине пролётных строений свыше 66 м и на однопролётных длиной свыше 55 м укладывается звеньевой или бесстыковой путь по специальным указаниям ЦП.
Бесстыковой путь в тоннелях устраивают так же, как и за пределами тоннеля. Температуры закрепления плетей при этом устанавливают как для открытых участков. В тоннелях длиной более 300 м при расположении плетей полностью внутри тоннеля расчётную амплитуду температур рельсов принимают на 20 °C меньше, чем вне тоннеля.
Рельсовые плети в тоннелях длиной более 300 м и на подходах к ним свариваются электроконтактным способом машиной ПРСМ на длину блок-участков, по границам которых устраиваются изолирующие стыки повышенной прочности.
В тоннелях бесстыковой путь может быть как с балластным, так и с безбалластным основанием. Балласт в тоннелях, как и на подходах к ним, должен быть щебеночным из камня твёрдых пород. Толщина балластного слоя под шпалой — не менее 25 см. В тех случаях, когда габариты тоннеля не позволяют иметь указанную толщину балластного слоя, разрешается уменьшать её до 20 см и в виде исключения с разрешения ЦП МПС — до 15 см. При толщине балласта под шпалами более 20 см бесстыковой путь в тоннелях и на подходах к ним укладывают на железобетонных шпалах; при меньшей толщине балласта под шпалами — на деревянных шпалах со скреплениями КД. До проведения капитальных работ разрешается сохранять костыльные скрепления с прикреплением подкладок пятью костылями и установкой пружинных противоугонов в замок на каждой шпале на длине 100 м от начала укладки деревянных шпал; на остальном протяжении тоннеля — через одну шпалу.
Число шпал в тоннелях и на подходах к ним длиной 100 м должно быть 2000 шт./км.
При укладке бесстыкового пути с деревянными шпалами и раздельными скреплениями КД подкладки прикрепляются четырьмя шурупами на каждой шпале.
При укладке бесстыкового пути в тоннелях с электрической тягой и высокой влажностью необходимо предусматривать меры защиты рельсов и скреплений от коррозии: осушать тоннели; устанавливать вентильные устройства, снижающие утечку тяговых токов при постоянном токе; наносить антикоррозионные покрытия; улучшать изоляцию рельсов и скреплений.

## Содержание и ремонт
Все работы по текущему содержанию и ремонту бесстыкового пути производятся при допустимых отступлениях температуры рельсов от температуры их закрепления. Во время работы должен быть организован непрерывный контроль температуры рельсов, осуществляемый с помощью переносных термометров. Постоянный контроль над температурой ведётся на специальных температурных стендах дистанций пути в местах, определяемых геофизической станцией дороги, а также на стендах дорожных метеостанций.
Суточные и длительные прогнозы температур рельсов должны быть вовремя сообщены руководству дистанций пути и дорожным мастерам для учёта при планировании работ и принятия необходимых мер безопасности в период экстремальных температур рельсов.
Перед выполнением путевых работ с применением путевых машин следует обеспечить затяжку гаек клеммных и закладных болтов до нормируемой величины.
Летом с наступлением температур рельсов, близких к наивысшей для данной местности, а зимой при понижении температур на 60 °C и более по сравнению с температурой закрепления или при температуре воздуха −30 °C и ниже на весь период действия таких температур надзор за бесстыковым путём должен быть усилен. Порядок и сроки дополнительных осмотров и проверок бесстыкового пути устанавливает начальник дистанции пути.
В жаркие летние дни требуется особенно тщательно следить за положением пути в плане. Заметные отклонения пути в плане от правильного положения на длине 8—15 м могут служить признаком начала его выброса. При появлении летом при жаркой погоде резких углов в плане следует срочно оградить место неисправности сигналами остановки и немедленно приступить к устранению неисправности, руководствуясь следующими положениями.
При отклонении пути в плане по обеим рельсовым нитям 10 мм на длине 10 м и превышении температуры рельсовой плети более чем на 15 °C относительно температуры закрепления угол в плане разрешается устранять только после разрядки температурных напряжений по обеим рельсовым нитям от места неисправности до ближайшего уравнительного пролёта с последующим восстановлением температурного режима работы плети при оптимальной температуре. При невозможности быстрого проведения разрядки необходимо вырезать кусок рельса.
Если превышение температуры рельса над температурой закрепления меньше 15 °C, то после устранения угла рихтовкой необходимо выполнить регулировку напряжений на участке, включающем место производства работ и примыкающие к нему участки длиной по 50 м, и произвести уплотнение балластной призмы за торцами шпал, включая плечо балластной призмы.
Зимой при низких температурах особое внимание необходимо уделять проверке рельсов, в первую очередь — в местах сварки и на протяженности 1 м в каждую сторону от них и следить за раскрытием стыковых зазоров. При зазорах, близких к конструктивным, и ожидаемом дальнейшем понижении температуры необходимо затянуть гайки клеммных, закладных и стыковых болтов на концах плетей по 50 м, одну пару уравнительных рельсов заменить на удлиненные и произвести регулировку зазоров.
При отступлениях от нормативной ширины балластной призмы на протяжении более 10 м должны обеспечиваться меры безопасности движения поездов в зависимости от величин отступлений и ожидаемых температур. При ширине плеча менее 25 см и ожидаемом повышении температур на 15 °C и более относительно температуры закрепления рельсовых плетей скорость ограничивается до 60 км/ч или менее в зависимости от конкретного состояния балластной призмы и промежуточных скреплений.
С момента закрепления плетей при укладке должен быть организован постоянный контроль над усилием затяжки гаек клеммных и закладных болтов и за продольными подвижками (угоном) плетей. На наличие угона указывают следы клемм на подошве рельсов, смещение подкладок по шпалам, взбугривание или неплотное прилегание балласта к боковым граням шпал и их перекос.
Контроль над угоном плетей осуществляется по смещениям контрольных сечений рельсовой плети относительно «маячных» шпал. Эти сечения отмечают поперечными полосами шириной 10 мм, наносимыми светлой несмываемой краской на верх подошвы и шейки рельсов внутри колеи в створе с боковой гранью подкладки. Дополнительно, точно в створе с подкладкой, производится кернение или нанесение тонкой черты (риски) острым металлическим инструментом на подошве рельса.
Содержание бесстыкового пути должно предусматриваться без сезонной разрядки напряжений. Разрядка напряжений должна рассматриваться как исключительная работа и выполняться в следующих случаях:
- при перезакреплении плетей на постоянный режим эксплуатации после их закрепления во время укладки при температуре, отличающейся от оптимальной, или, в необходимых случаях, перед сваркой в длинные плети эксплуатируемых плетей;
- при неотложной необходимости ремонтных работ на пути при температуре выше допускаемой, в том числе при исправлении образовавшегося в пути резкого угла в плане (см. п. 4.1.2);
- после окончательного восстановления целостности рельсовой плети, если её сваривали за пределами расчётного температурного интервала;
- и т. д.

Для полного снятия напряжений плети после освобождения от закрепления на шпалах и в стыках должны быть поставлены на катучие роликовые опоры или на скользящие пары пластин, устанавливаемые на каждой 15-й шпале.

## Документальные фильмы
- Устройство и содержание бесстыкового пути. Киевская студия научно-популярных фильмов, 1981 год